# Los Bonaerenses (grupo folclórico)
Los Bonaerenses fue un conjunto folclórico argentino de los años sesenta, integrado por casi todos cantores de tango.

## Miembros
Estaba formado por:
- Osvaldo de Santis (Ubaldo Pedro Santieusanio, 1933-2015, que más tarde sería más conocido como Osvaldo Ramos): guitarra y voz
- Roberto Mancini (n. 1938, cantor de Alfredo de Ángelis): arreglos musicales y vocales, guitarra y voz
- Tito Landó: guitarra y voz
- Luis Rivera: guitarra y voz
- Norberto Mono Pereira: guitarra.

## Historia
En 1962 participaron en una escena de la película Los viciosos, protagonizada por Jorge Salcedo y Graciela Borges, bajo la dirección de Enrique Carreras.
Grabaron un disco simple con dos temas:
«Única» (guarania de Eugenio Majul y Roberto Pérez), y
«Malón de ausencia» (aire de malambo, con letra y música de Edmundo Rivero).
Su primera voz fue Osvaldo Ramos, que un año más tarde abandonó el grupo y fue reemplazado por Horacio Casares, Oscar Ferrari y finalmente Héctor Darío.
Tuvieron apariciones destacadas, y eran considerados parecidos a Los Cantores de Quilla Huasi.